# Nati nel 1672
| Questa pagina contiene informazioni ricavate automaticamente dalle voci biografiche con l'ausilio del template Bio e di un bot. L'aggiornamento è periodico e automatico e ricostruisce completamente la pagina. Se manca una persona in questa lista, sei pregato di non aggiungerla, ma accertati piuttosto che la sua voce biografica contenga il template Bio e che i dati anagrafici siano correttamente compilati. Se il template Bio manca, inseriscilo tu stesso o, in alternativa, metti l'avviso {{tmp\|Bio}} che ne segnala la mancanza. Se i dati riportati sono sbagliati, correggi direttamente la voce biografica; le modifiche saranno visibili in questa lista entro pochi giorni. Per chiarimenti vedi il progetto biografie. La lista contiene solo le 95 persone che sono citate nell'enciclopedia e per le quali è stato implementato correttamente il template Bio. Pagina aggiornata al 28 dic 2024. |

## Gennaio(8)
- 7 gennaio - Giambattista Ripa Buschetti di Giaglione, nobile italiano († 1737)
- 12 gennaio - Willem Bosman, mercante olandese
- 13 gennaio - Lucia Filippini, religiosa italiana († 1732)
- 16 gennaio - Francesco Mancini, compositore e organista italiano († 1737)
- 17 gennaio - Antoine Houdar de La Motte, scrittore e drammaturgo francese († 1731)
- 24 gennaio - Alberto Federico di Brandeburgo-Schwedt, principe († 1731)
- 26 gennaio - Anna Mons,  tedesca († 1714)
- 31 gennaio - Grigorij Petrovič Černyšëv, ufficiale russo († 1745)

## Febbraio(3)
- 13 febbraio - Étienne-François Geoffroy, chimico e medico francese († 1731)
- 15 febbraio - Fabio di Colloredo, arcivescovo cattolico italiano († 1742)
- 26 febbraio - Agostino Calmet, abate francese († 1757)

## Marzo(6)
- 2 marzo - Francesco Maria Marescotti Ruspoli, marchese e principe italiano († 1731)
- 5 marzo - Giuseppe Zola, pittore italiano († 1743)
- 15 marzo - Wilhelm Dietrich von Buddenbrock, generale prussiano († 1757)
- 15 marzo - Tommaso Cervioni, arcivescovo cattolico e teologo italiano († 1742)
- 21 marzo - Stefano Benedetto Pallavicino, poeta e librettista italiano († 1742)
- 21 marzo - Andrés de Orbe y Larreátegui, religioso e arcivescovo cattolico spagnolo († 1740)

## Aprile(5)
- 2 aprile - Charles Bridges, pittore britannico († 1747)
- 6 aprile - André Cardinal Destouches, compositore francese († 1749)
- 14 aprile - Louis Phélypeaux de La Vrillière, politico e nobile francese († 1725)
- 17 aprile - Giuseppe Galardi, fantino italiano († 1711)
- 17 aprile - Giovanni Scalfarotto, architetto italiano († 1764)

## Maggio(2)
- 1º maggio - Joseph Addison, politico, scrittore e drammaturgo britannico († 1719)
- 31 maggio - Ottavio Scarampi del Cairo, militare italiano († 1728)

## Giugno(8)
- 8 giugno - Girolamo Archinto, arcivescovo cattolico e diplomatico italiano († 1721)
- 9 giugno - Pietro I di Russia, politico russo († 1725)
- 11 giugno - Francesco Antonio Bonporti, compositore italiano († 1749)
- 13 giugno - Anna Maria Francesca di Sassonia-Lauenburg, nobile († 1741)
- 17 giugno - Carlotta d'Assia-Homburg, nobildonna († 1738)
- 20 giugno - Luigi Cesare di Borbone, nobile francese († 1683)
- 29 giugno - Pietro Nelli, pittore italiano († 1740)
- 30 giugno - Pietro Antonio Bernardoni, librettista e drammaturgo italiano († 1714)

## Luglio(4)
- 11 luglio - Giovanni Benedetto Gentilotti, vescovo cattolico e bibliotecario italiano († 1725)
- 13 luglio - Nicola Salzillo, scultore italiano († 1727)
- 16 luglio - Barbara FitzRoy, religiosa inglese († 1737)
- 29 luglio - Charles Lennox, I duca di Richmond, nobile inglese († 1723)

## Agosto(1)
- 2 agosto - Johann Jakob Scheuchzer, naturalista e medico svizzero († 1733)

## Settembre(8)
- 5 settembre - Agostino Ariani, matematico italiano († 1748)
- 8 settembre - Nicolas de Grigny, organista e compositore francese († 1703)
- 8 settembre - Aleksander Paweł Sapieha, nobile e ufficiale polacco († 1734)
- 11 settembre - Michail Ivanovič Leont'ev, ufficiale russo († 1752)
- 13 settembre - Pietro Sernicola, scultore italiano († 1742)
- 19 settembre - Luigi II Gonzaga di Luzzara, nobile italiano († 1738)
- 24 settembre - Giuseppe Accoramboni, cardinale italiano († 1747)
- 30 settembre - Jean L'Archevêque, esploratore, militare e mercante francese († 1720)

## Ottobre(8)
- 1º ottobre - René Frémin, scultore francese († 1744)
- 4 ottobre - Jan Vroesen, avvocato e diplomatico olandese († 1725)
- 7 ottobre - Ernesto Luigi I di Sassonia-Meiningen, duca tedesco († 1724)
- 14 ottobre - Giovan Battista Pistoi, fantino italiano († 1732)
- 18 ottobre - Giuseppe Antonio Caccioli, pittore italiano († 1740)
- 21 ottobre - Ludovico Antonio Muratori, presbitero, storico e scrittore italiano († 1750)
- 27 ottobre - Maria Gustava Gyllenstierna, poetessa, traduttrice e letterata svedese († 1737)
- 28 ottobre - Imre Csáky, cardinale e arcivescovo cattolico ungherese († 1732)

## Novembre(7)
- 2 novembre - Girolamo Mattei Orsini, arcivescovo cattolico, letterato e diplomatico italiano († 1740)
- 6 novembre - Carlo Agostino Badia, compositore italiano († 1738)
- 6 novembre - Francesco Gallo, architetto italiano († 1750)
- 10 novembre - Johann Adolf von Metsch, nobile e politico austriaco († 1740)
- 16 novembre - Aleksandr Danilovič Menšikov, generale russo († 1729)
- 17 novembre - Prospero Colonna, cardinale italiano († 1743)
- 28 novembre - Christiane Gyldenløve, principessa danese († 1689)

## Dicembre(2)
- 6 dicembre - Jean François de Bette, militare, diplomatico e nobile belga († 1725)
- 6 dicembre - Giuseppe Antonio Delmestri von Schönberg, vescovo cattolico italiano († 1721)

## Senza giorno specificato(33)
- Andries Carpentière, scultore inglese († 1737)
- Shahuji I, sovrano indiano
- Michelangelo Andrioli, medico italiano († 1713)
- Anna Maria Arduino, nobildonna e pittrice italiana († 1700)
- Filippo Barigioni, architetto italiano († 1753)
- Alberto Carlieri, pittore italiano
- William Cavendish, II duca di Devonshire, nobile e politico inglese († 1729)
- Marthe-Marguerite Caylus, scrittrice francese († 1729)
- Vasilij Lukič Dolgorukov, politico, diplomatico e nobile russo († 1739)
- Jean Baptiste Duru, pittore e disegnatore francese († 1709)
- François Duval, violinista e compositore francese († 1728)
- Antoine Forqueray, compositore, clavicembalista e gambista francese († 1745)
- Giacomo Franceschini, pittore italiano († 1745)
- Louis Fuzelier, drammaturgo, librettista e poeta francese († 1752)
- Jan Jacob de Graaf, organista olandese († 1738)
- Edward Howard, VIII conte di Suffolk, nobile e politico inglese († 1731)
- Edmond Hoyle, scrittore inglese († 1769)
- Antonio Lazzarini, pittore italiano († 1732)
- Pierre Le Maire I, artigiano francese
- John Lovelace, IV barone Lovelace, nobile e politico britannico († 1709)
- Giovanni Francesco Marchini, pittore italiano († 1745)
- Paul Methuen, diplomatico inglese († 1757)
- Ion Neculce, storico rumeno († 1745)
- Domenico Negrone, doge († 1736)
- Gilles Marie Oppenordt, architetto e decoratore francese († 1742)
- Domenico Parodi, pittore e scultore italiano († 1742)
- Giuseppe Perracini, pittore italiano († 1754)
- Francesco Pio di Savoia, nobile, politico e militare spagnolo († 1723)
- Joannes Hyacinth Rottenburgh,  belga († 1765)
- Anthony Sayer († 1741)
- Daniël Stopendaal, incisore e disegnatore olandese († 1726)
- Cipriano Targioni, anatomista italiano († 1748)
- Thomas Wentworth, I conte di Strafford, diplomatico britannico († 1739)